# Équipe d'Union soviétique féminine de football
Maillots
L'équipe d'Union soviétique féminine de football était l'équipe nationale de football féminin d'Union soviétique. Elle ne connaît que deux années d'existence, de 1990 à la dislocation de l'URSS en décembre 1991. La FIFA considère l'équipe de la CEI puis l'équipe de Russie comme ses successeurs légitimes.

## Histoire
L'Union soviétique joue son premier match contre la Bulgarie le 26 mars 1990 à Kazanlak (victoire 4-1). Son premier match sur le sol soviétique a lieu le 12 avril 1990 à Sébastopol contre la Norvège (défaite 2-1). 
L'équipe ne joue que des matchs amicaux jusqu'en octobre 1991 où elle joue les qualifications pour le Championnat d'Europe de football féminin 1993. Elle rencontre au premier tour, organisé en matchs de groupes, la Hongrie qu'elle bat 2-1. Avec la fin de l'Union soviétique en décembre 1991, l'équipe d'URSS devient l'équipe de la CEI puis de Russie qui atteindra les quarts de finale de la compétition.